# 취권 (영화)
《취권》(醉拳, Drunken Master)은 1978년에 개봉한 홍콩의 무술 영화이다. 대한민국에서는 1979년에 개봉했으며, 성룡, 황정리, 원소전이 이 영화의 주연을 맡았다. 취권은 실제 존재하는 중국 권법의 일종으로, 영화에서 등장한 취권의 정식 이름은 "팔선취권(八仙醉拳)" 혹은 "취팔선권(醉八仙拳)"이다. 중국에는 무수히 많은 취권이 존재하나 특히 취팔선은 '8명의 취한 신선'의 동작을 본따 만들어진 권법으로 그 창시자는 소화자(소걸아)로 알려져 있다. 취권에 나오는 노래인 남아당자강은 황비홍 시리즈의 주제곡으로 유명하다.

## 성룡과 취권
성룡은 이 영화를 위해 대만 홍권의 고수인 장극치에게서 취팔선권을 배운 뒤 그 동작을 바탕으로 자신만의 새로운 동작을 응용, 가미하여 영화에서 선보였다. 실제 취권과는 30%정도 흡사하다고 하며 비슷한 동작이 있기는 하나 영화 속 취권의 동작들은 영화를 위해 과장된 몸짓이 많다고 한다. 또한 실제 취권은 술을 마신 상태에서 행하는 것이 아니라 술에 취한 척 적을 속이며 싸우는 것이다.

## 줄거리
청나라 말기 중국 광동성에는 홍가권의 고수로 명성을 날린 광동십호 황기영(임교)이 무관을 운영하고 있었다. 그의 유일한 아들인 황비홍(성룡)은 무술적 재능은 뛰어나지만 자신의 실력을 과신하여 수련은 게을리하고 친구들과 어울려다니며 저잣거리에서 말썽을 부리기 일쑤다. 이런 아들을 방관할 수 없었던 황기영은 자신의 사형이자 취팔선권(취권)의 고수로 소문난 소화자(원소전)에게 비홍을 맡기기로 한다.
친구로부터 소화자가 매우 괴팍하며 수련이 지독하다고 들은 비홍은 몰래 도망치려 하지만 식당에서 무전취식을 하다 걸리는 사건을 계기로 소화자에게 붙잡히게 된다. 결국 억지로 수련을 하게 된 비홍은 하루하루 의미를 알 수 없는 고통스러운 수련에 질려 여러 번 시도한 끝에 소화자로부터 도망가는데 성공한다. 하지만 우연히 만난 청부살인업자 번개다리 염철심(황정리)와의 대련에서 허망하게 패배하고 갖은 모욕을 당한 비홍은 그 수치심으로 이를 갈며 복수를 하기 위해 제발로 다시
소화자에게 돌아가 수련에 전념한다.
소화자는 마침내 비홍에게 자신의 비기인 취권을 전수하게 되고, 비홍은 그동안 자신이 받은 수련이 모두 취권을 익히기 위한 전초 과정이었음을 깨닫는다. 취권은 술에 취한 듯 적에게 헛점을 보여 적을 방심하게 만든 뒤 적의 급소를 공격하는 허허실실 전략의 무서운 권법으로 이를 익힌 비홍은 무서울 것이 없어진다.
한편 지역 유지 이씨는 자신의 탄광 독점 음모가 황기영에 의해 밝혀지고 제지를 당하자 번개다리 염철심에게 황기영의 암살을 의뢰한다. 아무것도 모르는 황기영은 유인책에 속아 넘어가 염철심과 대면하여 대결을 벌인다.

## 출연진
- 황비홍: 성룡

매일같이 놀고 먹으며 말썽을 부리던 청년이었으나 소화자의 수련을 받고 취팔선권의 명인이 된다.
- 소화자: 원소전

취팔선권의 고수. 황비홍에게 무술을 가르쳐줘 취팔선권을 계승시킨다.
- 염철심: 황정리

속칭 '번개발'이라 불리는 발차기의 명인인 킬러. 배우인 황정리는 중국인이나 홍콩인이 아닌, 한국인이다.
- 황기영: 임교

황비홍의 아버지.

## 한국어 성우

### TBC (동양방송)
- 배한성 - 황비홍(성룡) 外

### SBS
- 장세준 - 황비홍(성룡)
- 김정경 - 왕거지(원소전)
- 임성표 - 번개발 염철심(황정리)
- 김민규 - 황기영(임교)
- 유민석 - 이만호(풍경문)
- 최수민 - 황비홍의 고모(임영)
- 김창주 - 서경천(서하)
- 김현우 - 진국위(원신의) / 식당 사장(왕감진)
- 김익태 - 황기영의 부하(석천)
- 이재정 - 황비홍의 조카(당정)
- 김태웅 - 석두(산괴) / 황비홍의 친구(이초준)
- 이재용 - 이만호의 아들(왕장)
- 손선근 - 이만호의 부하(황합)

## 참조
- 취권 집대성한 황비홍의 4대 제자 필서신